# Papayera
Se conoce como "papayera"  en el argot popular, a un grupo musical pequeño derivado de las grandes bandas de porros, fandangos y otros aires musicales originarios del Caribe Colombiano. El grupo puede estar conformado mínimo por cuatro y máximo 10 músicos con excelentes destrezas técnicas en el instrumento, está agrupación generalmente interpreta porros, fandangos, pasillos, cumbias, pasodobles. 
Es cotidiano para este tipo de agrupaciones interpretar de memoria y sin papel sus piezas musicales, para ello se requieren de años de destrezas musicales en su instrumento, generalmente son organizadas por músicos profesionales o con una trayectoria musical de más de diez años.

## Etimología
Pelayera, nombre de banda, principalmente conocidos así en el departamento de Córdoba, y en el municipio de San Pelayo.
El origen del nombre (papayera), peyorativo para muchos, se remonta a la década de 1950. En Barranquilla, los desfiles patrios y las celebraciones religiosas, entre otras, eran acompañados por la Banda de Música de la Policía Departamental. Sus integrantes lucían un elegante uniforme de gala de color verde distintivo de las Fuerzas Armadas de Colombia. Los barranquilleros asociaron este color con el del árbol de papaya (Carica papaya) y el canto alegre de un pájaro que regularmente se alimenta de sus frutos y conocido en la región como Papayero. Fue así como a los músicos de esta institución castrense se les conoció también como "Papayeros", una denominación que, además de pintoresca, iba muy cargada del afecto que el pueblo barranquillero sentía hacia estos músicos. Con el tiempo, el vocablo fue sufriendo algunos cambios, de acuerdo con las circunstancias, hasta llegar a la denominación de "papayera" al grupo completo de músicos, que se compone principalmente de instrumentos de viento-metal y de instrumentos de percusión. No es raro el uso de voces. 
Las camisetas usadas por los artistas que interpretan esto también se conocen como "papayeras".
Generalmente su aparición se asocia con manifestaciones festivas o para celebraciones especiales como la llegada de un personaje, desfiles y fiestas improvisadas en las populares "chivas".

### Instrumentos
La base instrumental de una papayera se compone de Instrumentos de viento-metal, entre los que se destacan el bombardino, el trombón y la trompeta; y de instrumentos de percusión como los platillos, el bombo, caja orquestal, redoblante y guacharaca. También suele incluir algunos instrumentos de viento-madera como el clarinete y las gaitas colombianas.
No se debe confundir a estas papayeras con las grandes bandas de porros y fandangos propias de la subregión sabanera del Caribe colombiano. 

### Ritmos musicales
- Cumbia
- Porro
- Vallenato
- Gaita
- Fandango
- Merecumbé
- Corralero
- Mapalé
- Puya
- Bambuco

### Compositores y bandas
- Hermanos Piña
- Lucho Bermúdez
- Pacho Galán
- Papayera Ritmo y Sabor Tolimense - A Gozar y Disfrutar con la Banda Papayera Ritmo y Sabor Tolimense
- papayera pereira https://www.facebook.com/papayerapereiragrupomusical/